# Nerds (dulce)
Nerds (también conocidos como "Baylee's" o "Tristán") son un dulce estadounidense vendido por Nestlé bajo la filial The Willy Wonka Candy Company. Su forma inusual y capa fina de caramelo es comparable con el caramelo de roca. Con sus portadas antropomorfas, los Nerds por lo general contienen dos sabores por caja, y cada sabor tiene un compartimiento y apertura independiente. Los paquetes más grandes pueden contener diversos colores, a veces referido como "Rainbow Nerds."

## Historia
Angelo Fraggos lanzó la producción de Nerds en 1983. En 1985, Nerds estuvo reconocido como "Dulce del Año" por la Asociación Nacional de Mayoristas de Caramelo (National Candy Wholesalers Association, NCWA). Durante los años, el producto ha sido vendido en una caja con dos compartimentos separados, cada compartimento contiene un sabor diferente.

## Proceso de producción
El programa televisivo Unwrapped de Food Network explica como Nerds está hecho. Los trabajadores de la fábrica comentaron que "Básicamente empezamos con un cristal de azúcar y que sólo siguen revistiendo con más azúcar".
La fábrica hace girar enormes contenedores de barril con los cristales de azúcar, que reciben capas de azúcar hasta que se forman los Nerds. Su color original es blanco puro; reciben sus colores en barricas separadas. Cada barril se transfiere a las diferentes cajas de Nerd. Por ejemplo, fresa y uva van de la mano, la más famosa combinación de sabores entre los Nerds.

## Competición temprana
Nerds eran un caramelo muy popular en la década de 1980, pero tenían grandes competidores incluyendo Pop Rocks, Candy Buttons, y Mike and Ike's. Nerds también tenían un primo cercano en los años 80, los Dweebs. Dweebs fueron muy similares a los Nerds; pero eran menos ácidos y más grandes en tamaño. Una de las diferencias más populares es que el paquete de Dweebs contenía tres sabores en lugar de dos, aunque en Reino Unido se tenía una caja de nerds con tres sabores por un tiempo limitado. Según Rob Bricken, "Un Nerd más blando, con más espacio y una sorpresa en el medio. Dweebs tenían más sustancia, eran menos ácidos y se mostraban  mayor profundidad y complejidad de los Nerd". Aun así, Dweebs sólo tuvo un tiempo escaso en el mercado.

## Forma
Nerds consisten en varios sabores y colores, que van desde muy dulce a extremadamente ácido. A menudo los dos sabores en una caja contrastarán, y un solo sabor, incluso puede exhibir ambos extremos. Son recubiertos con una capa gruesa de cera de carnaúba, lo que les da una mordida dura, además de su brillo.  
El núcleo de cada caramelo se compone de uno o más completos cristales de sacarosa. Estos cristales monoclínicos ópticamente claros son aproximadamente de 0,2 a 1 mm de longitud y ayudan a definir la forma irregular. Unos cereales de desayuno Nerds basado en este concepto apareció en la década de 1980, pero tuvo una vida corta.

## Variedad
A pesar de que muchos otros sabores están disponibles, algunos de los sabores regulares actuales de Nerds incluyen lo siguiente:
- Fresa y Uva (rosas y morados)
- Sandía y Cereza Salvaje (naranjas o rojos y verdes)
- Doble Sumergido de Limón y Cereza Salvaje o Manzana y Sandía (rojo y amarillo)
- Relámpago de Limón Ácido y Manzana Verde (amarillo y verde claro)
- Surf 'n Turf- Totally Tropical Punch y Road Rash Frambuesa (rojo y azul)
- Mora silvestre y Melocotón (azul y naranja)
- Sandía y punch y mora silvestre (verde y azul)

Willy Wonka también ha llegado con varios productos derivados de la Nerds:
- Nerds Sour, son grandes y por lo general vienen en Lightning Limón y Amped Apple. Se empaquetan en una caja regular. Un segundo sabor de fresa chocantes y eléctrico-azul fue puesto lanzado.
- Strawberry Giant Chewy Nerds, también conocido como "Nerds Future", tiene un centro de haba de jalea masticable con una cáscara crujiente de Nerds lleno de baches. Ellos son del mismo producto que los caramelos de goma, pero están disponibles todo el año.
- Nerds Rope, consta de cadena gomosa con una variedad de Nerds unidos al exterior. Se presenta en original, bayas y sabores tropicales.
- Rainbow Nerds, es una caja de Nerds regulares con múltiples sabores, sin partición u organización.
- Jumbo Nerds, es una caja de Nerds con sabores múltiples mucho más grandes que los regulares Nerds.
- Nerds Gum Balls, son esferas de goma de mascar llenas de múltiples sabores de Nerds en el interior.
- Theme Nerds, a veces se fabrican en temporadas para vacaciones, como el Día de Halloween o el Día de San Valentín con nombres como "Nerds Spooky". Los sabores pueden incluir ponche de frutas, fresa y naranja.
- Nerds Cereal, un cereal descontinuado, que como el caramelo, presentó dos sabores separados en una caja.
- Nerds Gums, constó de piezas que era parecido a los regulares Nerds, pero era de hecho goma de mascar.
- Dweebs, ahora descontinuado, era una blanda versión de Nerds. Liberado en los 80s, Dweebs contuvo tres sabores separados. Dweebs estuvo disponible solo por un tiempo escaso.
- Neón Nerds, estuvo introducido en 1996 y vino en sabores de Pinktricity y Electro Naranja. Son todavía vendidos en Australia y Nueva Zelanda.
- Nerd Jelly Beans, producidos para Easter, es alubias de jalea con un recubrimiento de cera de carnaúba, el cual les hace gusto como Nerds.
- Wonkalate, es una barra de chocolate único para Reino Unido, el cual, aparte de su color morado, contenía snozzberry-flavored Nerds.

Durante los 80s, varios nuevos sabores de Nerds estuvieron introducidos de vez en cuando; por ejemplo, "Caliente y Fresco" Nerds (canela & sabor Gaultheria), Arándano y Frambuesa, y Limón y Lima.

## Trivia
Según Laurie Wilson, "Algunos dicen que Nerds fue el nombre de una referencia en el libro del Dr. Seuss, donde funciona en un parque zoológico, donde se menciona un 'Nerd' como una de las criaturas que el narrador podría recoger por su zoológico".
Una variedad de los productos Nerds han sido vendidos exclusivamente en el Reino Unido. Jason Liebig dice que en 2005 Wonka lanzó en Reino Unido un producto llamado Nerdalicious, el cual era clase de regaliz relleno de nerds".